# Lepanus penelopae
Lepanus penelopae är en skalbaggsart som beskrevs av Matthews och Bevan S. Weir 2002. Lepanus penelopae ingår i släktet Lepanus och familjen bladhorningar. Inga underarter finns listade i Catalogue of Life.